# Augusto Abelaira
Augusto José de Freitas Abelaira (Coimbra, 18 de março de 1926 – Lisboa, 4 de julho de 2003) foi um professor, romancista, dramaturgo, tradutor e jornalista português.
A sua obra foi influenciada pela estética neorrealista que une os romances histórico-materialistas e os romances psicológicos.

## Biografia
Originário de Ançã, nasceu em Coimbra, freguesia de Sé Nova, distrito de Coimbra, em 1926. Mudou-se ainda jovem para a cidade do Porto, tendo-se licenciado em Ciências Histórico-Filosóficas pela Faculdade de Letras da Universidade de Lisboa.
Abelaira participou ativamente na luta contra o regime de Salazar, integrando-se em movimentos estudantis de oposição, participando ativamente na distribuição de panfletos. Após a década de 1930 passou a utilizar a ironia como sua principal arma, criando personagens com aversão à política de esquerda e à hipocrisia, empenhados em causas como o Movimento de Unidade Democrática e a contestação ao Plano Marshall.
Na década de 40 colaborou no semanário Mundo Literário (1946-1948).
Estreou-se como autor de romances no fim da década de 1950 com o romance A cidade das flores (1959), um retrato das perplexidades da juventude do seu tempo em relação ao totalitarismo de Salazar, deslocando a trama para a Itália a fim de não ser preso pela PIDE.
Foi colaborador da revista Almanaque (1959-61), publicação com redação coordenada por José Cardoso Pires e grafismo de Sebastião Rodrigues, onde colaboraram, entre outros, Luís de Sttau Monteiro, Alexandre O'Neill e João Abel Manta. e colaborou igualmente no Jornal do Caso República (1975) de Raul Rêgo.
Foi detido em 1965 por ter atribuído, como presidente do júri, o Grande Prémio da Novelística da Sociedade Portuguesa de Escritores ao angolano José Luandino Vieira (também preso no Tarrafal), pelo seu livro de contos, Luuanda.
Trabalhou como tradutor e como jornalista no Diário Popular, no Jornal de Letras e no Século. Entre 1977 e 1978, foi diretor de programas da RTP e das revistas Seara Nova e Vida Mundial.
A 9 de junho de 1997, foi agraciado com o grau de Comendador da Ordem Militar de Sant'Iago da Espada.

## Obras
- A Cidade das Flores (romance), 1959;
- Os Desertores (romance), 1960;
- A Palavra é de Oiro (teatro), 1961;
- O Nariz de Cleópatra (teatro), 1962;
- As Boas Intenções (romance), 1963;
- Enseada Amena (romance), 1966;
- Bolor (romance), 1968;
- Ode (quase) Marítima, (monólogo), com desenhos de Maria Keil, 1968;
- Quatro Paredes Nuas (contos), 1972;
- Sem Tecto, Entre Ruínas (romance), 1979[7];
- «Olfacto», in Poética dos Cinco Sentidos: La Dame à la Licorne, 1979;
- Anfitrião, Outra Vez (teatro), 1980;
- O Triunfo da Morte (romance), 1981[8];
- O Bosque Harmonioso (romance), 1982;
- O Único Animal que... (romance), 1985;
- Deste Modo ou Daquele (romance), 1990;
- Outrora, Agora (romance), 1996;
- Nem Só Mas Também (romance) [póstumo], 2004;
- «O arquimortes», in Ficções n.º 8, 2003-2004.

### Obras traduzidas
- Romeno: Bunele intentii (As boas intenções), tradução de Mirela Stanciulescu, Edinter, 1992.
- Búlgaro: Outrora Agora, tradução de Iordanka Hascimento, Karin-Mariana Todorova, 1996.

## Traduções
- A Roda da Fortuna, de Roger Vaillant, Ulisseia, Lisboa, 1961.
- A Promessa, de Gary Kassel, Bertrand, Lisboa, 1962.
- O Tambor, de Günter Grass, Estúdios Cor, Lisboa, 1964.
- História do Mundo, de Jean Duché, (em co-autoria com Severiano Ferreira), Estúdios Cor, Lisboa, 1963 – 1971.
- A Segunda Guerra da Indochina, de Wilfred G. Burchett, Seara Nova, Lisboa, 1971.
- O Doutor Jivago de Boris Pasternak, Europa – América, Mem Martins, 1987.
- O Declínio da Idade Média de Johan Huizinga, Ulisseia, Lisboa, 1996.

## Prémios
- Prémio Ricardo Malheiros, da Academia das Ciências de Lisboa, pelo romance As boas intenções (1963)
- Prémio Cidade de Lisboa, pelo romance Sem tecto entre ruínas (1979)
- Grande prémio de romance e novela, da Associação Portuguesa de Escritores, pelo romance Outrora, agora (1997)
- Prémio da Crítica, pelo romance Outrora, agora (1997)
- Prémio Cidade de Lisboa, pelo romance Outrora, agora (1997)
- Prémio de Pen Club, pelo romance Outrora, agora (1997)